# Каона (Лучани)
Каона је насеље у Србији,општини Лучани, Моравичком округу, драгачевски крај. Према попису из 2022. било је 292 становника.
Каона је мало планинско село на обронцима планине Јелице и Чемерна, испод брда Троглав. Налази се на пола пута између Краљева и Гуче.

## Знаменитости
У центру села се налази стара црква Светог Јована Крститеља-Усековање, саграђена 1827.године, као и Основна школа чија је стара зграда изграђена 1868, а новија зграда 1904. Поред амбуланте,месне канцеларије, четири угоститељска објекта, Каона се истиче једном атракцијом ски стазом дугачком 200 метара, са ски лифтом, осветљеном за ноћно скијање. Због оптималне надморске висине(преко 550 метара),лепог положаја, чистог планинског ваздуха,чувене драгачевске традиционалне кухиње,као и могућности за зимске спортове, Каона је све познатија по сеоском туризму.

## Демографија
У насељу Каона живи 372 пунолетна становника, а просечна старост становништва износи 44,9 година (45,0 код мушкараца и 44,8 код жена). У насељу има 152 домаћинства, а просечан број чланова по домаћинству је 2,98.
Ово насеље је насељено Србима (према попису из 2002. године), а у последња три пописа, примећен је пад у броју становника.
Најстарија породица је Кнежевић, досељена још у 16, веку, затим Радовићи, Величићи, Радичевићи и Пајовићи.
|  |

| Демографија | Демографија | Демографија |
| Година      | Становника  | Становника  |
| ----------- | ----------- | ----------- |
| 1948.       | 882         |             |
| 1953.       | 881         |             |
| 1961.       | 890         |             |
| 1971.       | 797         |             |
| 1981.       | 650         |             |
| 1991.       | 519         | 515         |
| 2002.       | 453         | 478         |
| 2011.       | 384         |             |

| Етнички састав према попису из 2002.‍ | Етнички састав према попису из 2002.‍ | Етнички састав према попису из 2002.‍ | Етнички састав према попису из 2002.‍ | Етнички састав према попису из 2002.‍ |
| ------------------------------------ | ------------------------------------ | ------------------------------------ | ------------------------------------ | ------------------------------------ |
|                                      |                                      |                                      |                                      |                                      |
| Срби                                 | Срби                                 |                                      | 450                                  | 99,33%                               |
| Југословени                          | Југословени                          |                                      | 1                                    | 0,22%                                |
| непознато                            | непознато                            |                                      | 0                                    | 0,0%                                 |

| Година пописа     | 1948. | 1953. | 1961. | 1971. | 1981. | 1991. | 2002. |
| ----------------- | ----- | ----- | ----- | ----- | ----- | ----- | ----- |
| Број домаћинстава | 158   | 182   | 202   | 209   | 201   | 180   | 152   |

| Број чланова      | 1  | 2  | 3  | 4  | 5  | 6  | 7 | 8 | 9 | 10 и више | Просек |
| ----------------- | -- | -- | -- | -- | -- | -- | - | - | - | --------- | ------ |
| Број домаћинстава | 30 | 53 | 18 | 20 | 11 | 14 | 5 | 0 | 1 | 0         | 2,98   |

| Пол    | Укупно | Неожењен/Неудата | Ожењен/Удата | Удовац/Удовица | Разведен/Разведена | Непознато |
| ------ | ------ | ---------------- | ------------ | -------------- | ------------------ | --------- |
| Мушки  | 195    | 50               | 130          | 12             | 3                  | 0         |
| Женски | 193    | 21               | 128          | 41             | 3                  | 0         |
| УКУПНО | 388    | 71               | 258          | 53             | 6                  | 0         |

| Пол    | Укупно                    | Пољопривреда, лов и шумарство | Рибарство                            | Вађење руде и камена | Прерађивачка индустрија       |
| ------ | ------------------------- | ----------------------------- | ------------------------------------ | -------------------- | ----------------------------- |
| Мушки  | 124                       | 87                            | 0                                    | 0                    | 18                            |
| Женски | 62                        | 51                            | 0                                    | 0                    | 4                             |
| УКУПНО | 186                       | 138                           | 0                                    | 0                    | 22                            |
| Пол    | Производња и снабдевање   | Грађевинарство                | Трговина                             | Хотели и ресторани   | Саобраћај, складиштење и везе |
| Мушки  | 1                         | 2                             | 0                                    | 1                    | 3                             |
| Женски | 0                         | 0                             | 2                                    | 1                    | 0                             |
| УКУПНО | 1                         | 2                             | 2                                    | 2                    | 3                             |
| Пол    | Финансијско посредовање   | Некретнине                    | Државна управа и одбрана             | Образовање           | Здравствени и социјални рад   |
| Мушки  | 0                         | 2                             | 4                                    | 3                    | 2                             |
| Женски | 0                         | 0                             | 0                                    | 4                    | 0                             |
| УКУПНО | 0                         | 2                             | 4                                    | 7                    | 2                             |
| Пол    | Остале услужне активности | Приватна домаћинства          | Екстериторијалне организације и тела | Непознато            | Непознато                     |
| Мушки  | 1                         | 0                             | 0                                    | 0                    | 0                             |
| Женски | 0                         | 0                             | 0                                    | 0                    | 0                             |
| УКУПНО | 1                         | 0                             | 0                                    | 0                    | 0                             |